# Eddie Dunbar
Edward "Eddie" Dunbar (født 1. september 1996 i Banteer) er en professionel cykelrytter fra Irland, der er på kontrakt hos Team Jayco AlUla.

## Karriere
I efteråret 2018 da Aqua Blue Sport lukkede, skiftede Dunbar til Team Sky. I september 2019 forlængede han kontrakten med holdet, som nu hed Team Ineos, på en 3-årig kontrakt som var gældende til og med 2022. Ved udgangen af 2020 havde han sin første sejr som professionel til gode.